# Landoppo misamisoriensis
Landoppo misamisoriensis är en spindelart som beskrevs av Alberto Barrion och James A. Litsinger 1995. Landoppo misamisoriensis ingår i släktet Landoppo och familjen klotspindlar.
Artens utbredningsområde är Filippinerna. Inga underarter finns listade i Catalogue of Life.